# Escaphiella schmidti
Espèce
Synonymes
- Scaphiella schmidti Reimoser, 1939

Escaphiella schmidti est une espèce d'araignées aranéomorphes de la famille des Oonopidae.

## Distribution
Cette espèce se rencontre au Nicaragua et au Costa Rica.

## Description
Le mâle décrit par Platnick et Dupérré en  2009 mesure 1,60 mm et la femelle 1,80 mm.

## Publication originale
- Reimoser, 1939 : Wissenschaftliche Ergebnisse der österreichischen biologischen Expedition nach Costa Rica. Die Spinnenfauna. Annalen des Naturhistorischen Museums in Wien, vol. 50, p. 328-386